# Puštík západní
Puštík západní (Strix occidentalis), též známý jako puštík karibský, je noční pták z čeledi puštíkovitých. Hnízdí vysoko v korunách stromů, často ve výškách až 60 m nad zemí. Samice obvykle snese 2 až 3 vejce, ale existují i výjimky. Tato vejce mají něco málo přes 50 mm a jsou bílá, hladká, s mírně zrnitou strukturou. Samička sedí na vejcích a stará se o mladé, zatímco samec pro ně hledá potravu. Nestaví vlastní hnízda, více využívají dutiny stromů.
Živí se malými savci, ptáky nebo poletuchami, dokáží ale ulovit i rybu či jiného vodního živočicha.
Tato sova má na délku okolo 43 cm, rozpětí křídel 114 cm a hmotnost kolem 600 g, v závislosti na potravě a jejím množství. 
Puštík západní je vzhledem podobný puštíku proužkovanému, právě ten ale také může za úbytek puštíků západních, kterým obsazuje teritoria, je totiž mnohem agresivnější. Ve volné přírodě můžeme najít i křížence těchto dvou puštíků, kteří nesou charakteristické znaky obou druhů.

## Taxonomie
Druh puštík západní popsal již v roce 1800 přírodovědec John Xantus de Vesey (1825–1894).
Jsou uznávány 3 poddruhy:
- Strix occidentalis caurina
- Strix occidentalis occidentalis
- Strix occidentalis lucida

Některé zdroje uvádí ještě jeden poddruh; Strix occidentalis juanaphillipsae. Jeho zařazení je ale sporné.

## Rozšíření

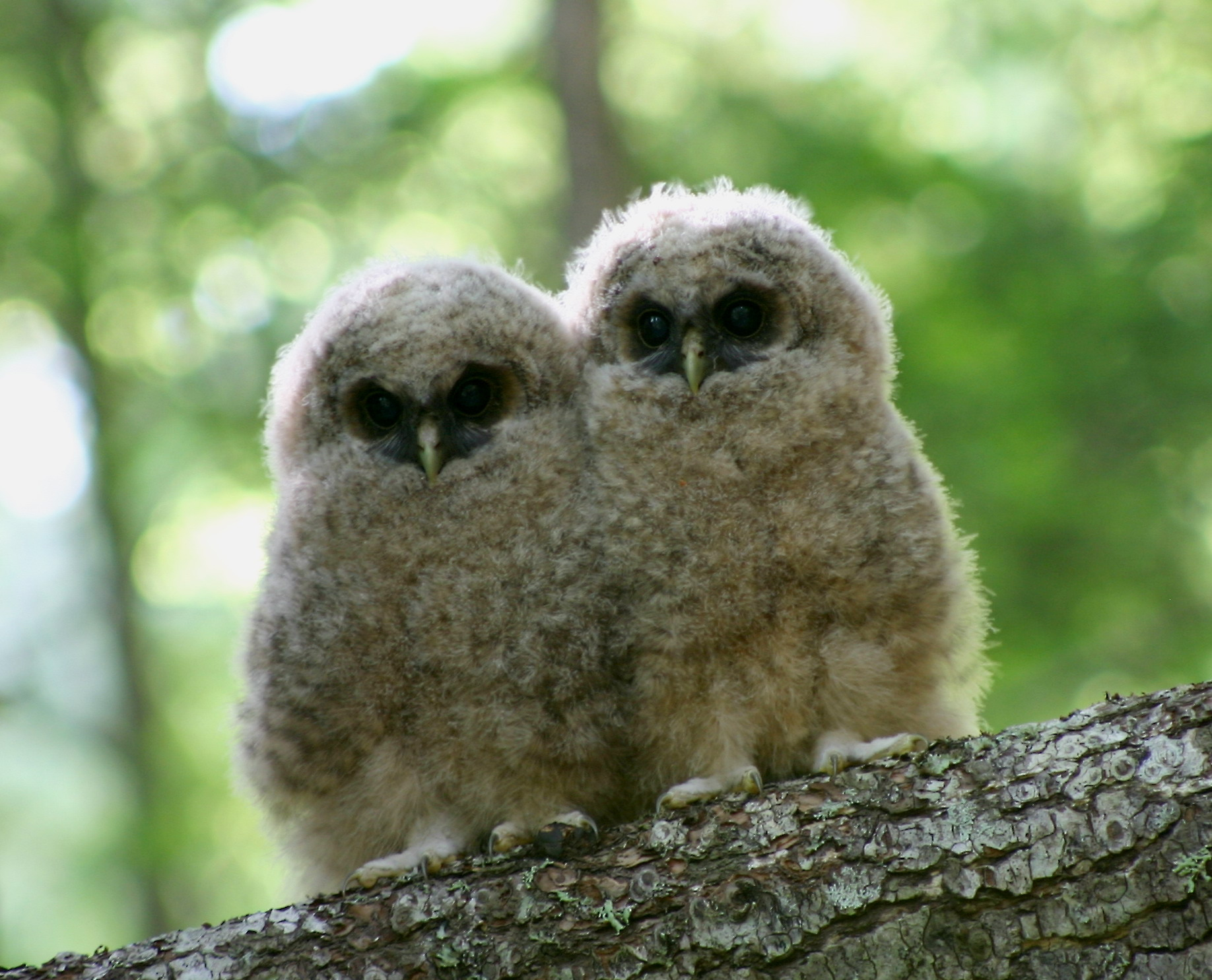

Oblast, kterou puštík západní obývá, se táhne od jihozápadní Britské Kolumbie na jih přes západní Washington a Oregon na severo-centrální pobřeží Kalifornie. Vyskytují se v oddělených populacích v horských oblastech a pobřežních oblastech. Také obývá pohoří a kaňony ve státech Utah, Colorado, Arizona, Nové Mexiko, a západním Texasu. Podle IUCN je puštík západní jen málo dotčený, jeho přirozené teritorium se ale postupně zmenšuje.

### Preferované oblasti a místa
Poddruh Strix occidentalis caurina najdeme v nadmořských výškách od 21 až 2012 m, nejčastěji okolo 1000 m n. m. Strix occidentalis occidentalis zase preferuje 300 až 2590 m n. m., jednotlivci v Jižní Karolíně i více. V nejvyšších nadmořských výškách žije Strix occidentalis lucida, tedy 1800 až 2600 m n. m., na některých místech to může být o něco více.

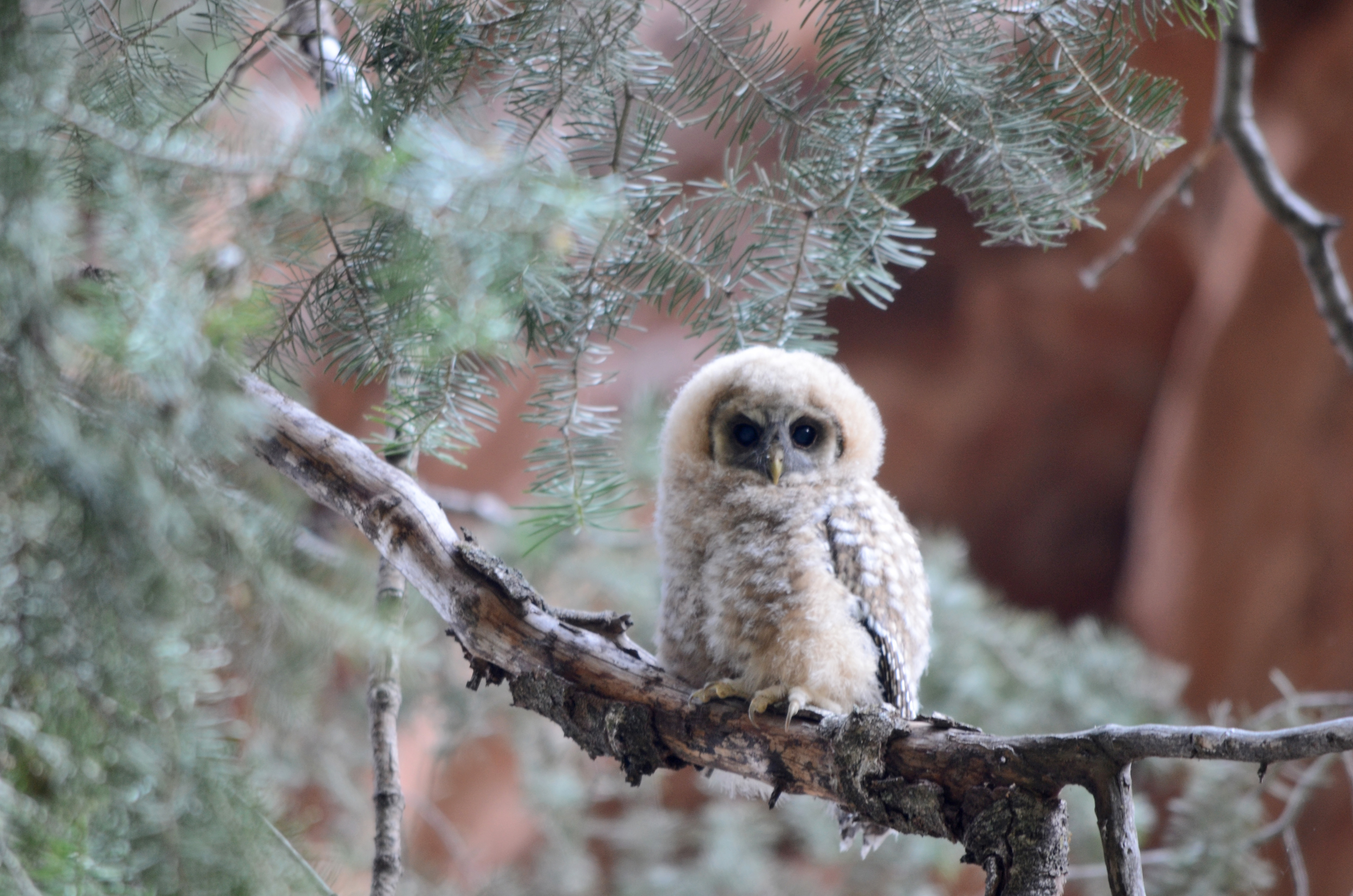

Strix occidentalis caurina a Strix occidentalis lucida se vyznačují tím, že si nachází hnízdiště poblíž vodních ploch.
Reprodukční úspěšnost všech puštíků západních je značně ovlivněna počasím. Z provedených pozorování lze určit, že nejlépe se daří puštíkům v místech, kde je vlhké teplo a v dubnu se teploty pohybují okolo 25 °C. Naopak nejhůře se jim daří ve studených místech se suchým horkem.
Na vybraném místě samozřejmě musí být dostatek potravy.

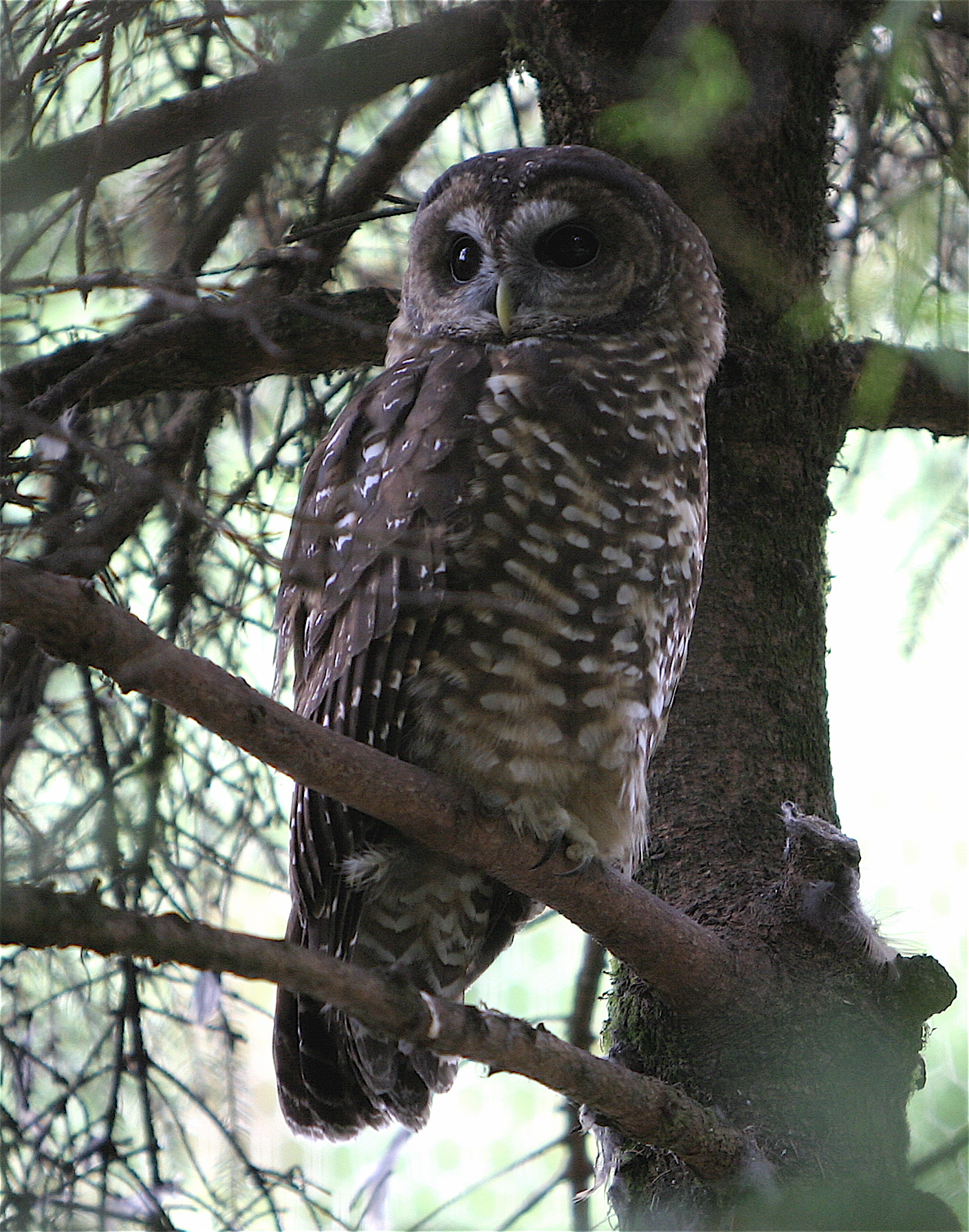

Puštíci západní preferují i určité stromy. např. hnízda Strix occidentalis caurina nalezneme hlavně v douglaskách, jedlovcích západních, zeravách obrovských, jedlích obrovských a jedlích líbezných. Mimo to se vyskytují i na smrcích sitka a sekvojích. Všechny tyto stromy spojuje jen to, že jsou jehličnaté a mají tvrdé dřevo.
Strix occidentalis occidentalis se také vyskytují na jehličnatých stromech s tvrdým dřevem. Jedná se hlavně o jedle nádherné (Abies magnifica) a borovice Jeffreyovy (Pinus jeffreyi). Dále jsou jimi oblíbené také douglasky a duby zimní (Quercus sessilis).
Strix occidentalis lucida se vyskytují v různých biotopech, od smíšených po jehličnaté lesy. Nejčastěji jimi obydlené stromy jsou jedle ojíněné (Abies concolor), borovice těžké a borovice vejmutovky, mimo to také cypřiše.

## Život
Puštíci západní se dožívají 16 až 17 let, v zajetí i více. Jen málo mláďat se skutečně dožije dospělosti, meta-analýza Strix occidentalis caurina odhaduje možnost přežití mláďat na 21 až 29 %. Nejčastější příčiny úmrtí těchto ptáků jsou predace a hladovění, právě mláďata umírají hlavně na predaci. Další hrozbou jsou také nemoci.
Ačkoli puštíci západní nejsou obecně stěhovaví, někteří jednotlivci, zejména ti z poddruhu Strix occidentalis occidentalis a Strix occidentalis lucida migrují na krátké vzdálenosti (méně než 50 km). Strix occidentalis occidentalis opouštějí svá hnízdiště od října do prosince a vrací se mezi koncem února a dubnem. Strix occidentalis lucida opouštějí hnízdiště v listopadu a prosinci, a vracejí se od ledna do dubna.
Puštíci západní jsou monogamní a v době hnízdění se může měnit jejich chování. Velikost snůšky jsou dvě vejce, ale mohou být i čtyři, to záleží na jednotlivém poddruhu. Dle všeho je vysoká nadmořská výška negativně spojena s reprodukčním úspěchem, i to se odráží na počtu vajec. Samec a samice se po nakladení vajec střídají v inkubaci, která trvá okolo tří týdnů a za další měsíc a pár dní budou mláďata samostatná. Puštíci západní jsou zvláštní hlavně tím, že se nemnoží každý rok, v průměru je to jednou za dva roky. Pohlavně vyspělí jsou tito ptáci až od tří let věku, plus minus pár měsíců.

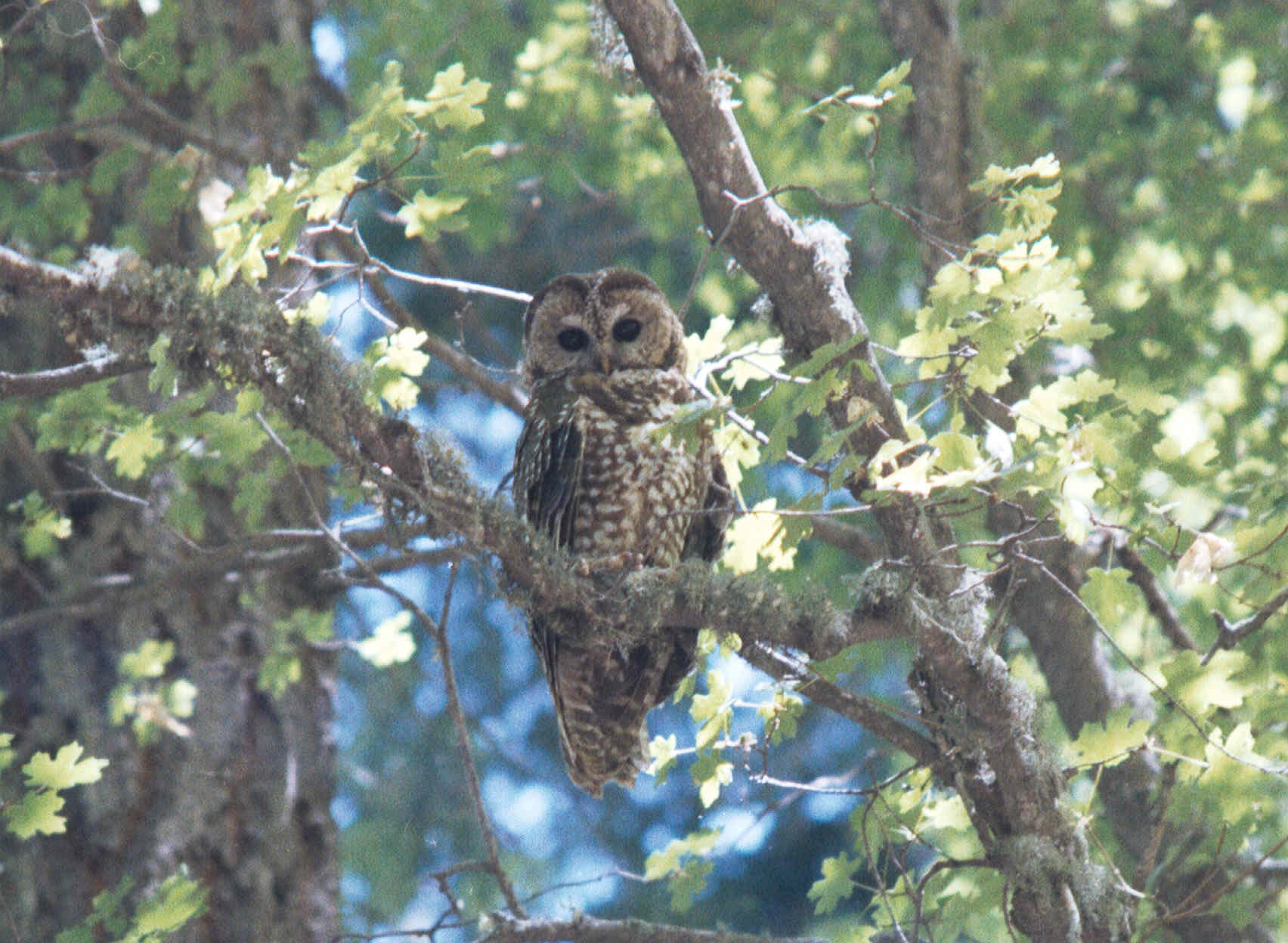

## Predátoři
Ptáci a savci, jako například kuny rybářské, stojí za velkým počtem úmrtí jak dospělých, tak mladých puštíků západních. Jestřábi lesní a vrány se mohou živit mláďaty, zatímco výr virginský, káně rudoocasá a orel skalní se živí jak mláďaty, tak dospělými jedinci. Teoreticky je pro puštíky západní predátorem i puštík proužkovaný, který je vyhání z jejich přirozeného území.